# Ceryx fatana
Ceryx fatana là một loài bướm đêm thuộc phân họ Arctiinae, họ Erebidae.